# Турбобур
Турбобур — разновидность бурового инструмента, гидравлический забойный двигатель, в котором гидравлическая энергия потока промывочной жидкости (бурового раствора) преобразуется в механическую энергию вращения вала, соединенного с породоразрушающим инструментом (буровым долотом). Рабочим органом, в котором происходит преобразование энергии, служит многоступенчатая турбина осевого типа.

## История применения
Первый промышленный образец турбобура был изобретён и изготовлен в 1922—1923 гг. в Советском Союзе М. А. Капелюшниковым, С. М. Волохом и Н. А. Корнеевым. Это был редукторный турбобур с одноступенчатой турбиной, позволяющий бурить нефтяные скважины без вращения бурильных труб. Однако из-за низкой стойкости одноступенчатой турбины и зубчатого редуктора турбобур Капелюшникова уступал по технико-экономическим показателям бурно развивающемуся в то время роторному способу бурения. К 1933 г. турбинное бурение в СССР почти полностью было вытеснено роторным. В то же время ценный опыт первого турбинного бурения, доказавший целесообразность и полезность переноса двигателя для вращения бурового долота на забой скважины, продемонстрировал ряд важных преимуществ перед роторным способом: значительное увеличение скоростей бурения, возможность проводки наклонно-направленных скважин, резкое снижение аварий с бурильными трубами и др. Поэтому в 1934 г. в стране была создана специальная конструкторская организация – Экспериментальная контора турбинного бурения (ЭКТБ), ведущие специалисты которой – П. П. Шумилов, Р. А. Иоаннесян, М.  Т.  Гусман и Э. И. Тагиев, активно занялись усовершенствованием конструкций турбобуров. Дальнейшее развитие техники турбинного бурения пошло по пути создания безредукторных турбобуров, оснащённых многоступенчатыми турбинами осевого типа. Применение этих турбобуров позволило осуществить крупномасштабное строительство вертикальных и наклонно-направленных скважин в Урало-Поволжском, Западносибирском и других нефтегазовых регионах страны. Современные турбобуры, применяемые при бурении нефтяных и газовых скважин, были разработаны в 60-х – 90-х годах во Всесоюзном научно-исследовательском институте буровой техники (ВНИИБТ). Работы проводились в двух подразделениях. Лаборатории высокомоментных турбобуров под руководством профессора Р. А. Иоаннесяна – Ю. Р. Иоанесян, В. С. Лаповок, Б. В. Кузин, Д. Г. Малышев и др. Отделе турбобуров под руководством профессора М. Т. Гусмана – Г. М. Никитин, Г. А. Любимов, В. П. Шумилов, Б. Д. Малкин, А. И. Агеев и др.

## Конструкция турбобура
Турбобур содержит корпус, турбинный вал, вал осевой опоры с внутренней цилиндрической полостью, последовательно установленные на турбинном валу роторы турбин, а в корпусе — статоры турбин, радиальные опоры, гайку турбинного вала, осевую опору, ниппель, по меньшей мере, один канал, обеспечивающий гидравлическую связь полости последнего ротора турбины и внутренней цилиндрической полости вала осевой опоры. Турбинный вал и вал осевой опоры соединены между собой с помощью резьбы, причем крутящее усилие на разворот этого соединения больше, чем крутящее усилие на разворот гайки турбинного вала.

## Принцип действия
Так как турбобур устанавливают непосредственно над породоразрушающим инструментом, то источником энергии и крутящего момента является давление потока жидкости, движущейся под напором поверхностного насоса.
Поток промывочной жидкости через бурильную колонну подается в первую ступень турбобура.
В статоре первой ступени происходит формирование направления потока жидкости, то есть жидкость, пройдя каналы статора, приобретает направление. Таким образом, статор является направляющим аппаратом турбины.
Потоки жидкости из каналов статора поступают на лопатки ротора под заданным углом и осуществляют силовое воздействие на ротор, в результате которого энергия движущейся жидкости создает силы, стремящиеся повернуть ротор, жестко связанный с валом турбины.
Поток жидкости из каналов ротора первой ступени поступает на лопатки направляющего аппарата второй ступени, где вновь происходят формирование направления движения потока жидкости и подача её на лопатки ротора второй ступени.
На роторе второй ступени также возникает крутящий момент.
В результате жидкость под действием энергии давления, проходит все ступени турбины турбобура и через специальный канал подводится к породоразрушающему инструменту. В многоступенчатых турбобурах крутящие моменты всех ступеней суммируются на валу. В процессе работы турбины на статорах, закрепленных неподвижно в корпусе турбобура, создается реактивный момент, равный по значению, но противоположный по направлению. Реактивный момент через корпус турбобура передается на бурильные трубы и осуществляет их закручивание на определенный угол, зависящий от жесткости и длины бурильной колонны.